# ABC@Home
ABC@Home è un progetto di network computing il cui scopo è trovare triplette abc collegate alla congettura abc della teoria dei numeri.
Il progetto usa la piattaforma di calcolo distribuito Berkeley Open Infrastructure for Network Computing (BOINC). AL marzo 2011, conta più di 7300 partecipanti attivi da 114 paesi con un credito totale superiore a 2,9 miliardi e una capacità di calcolo di circa 10 teraflops.
Ad aprile 2011 il progetto dichiara di avere scoperto 21,1 milioni di triplette abc.